# 1864

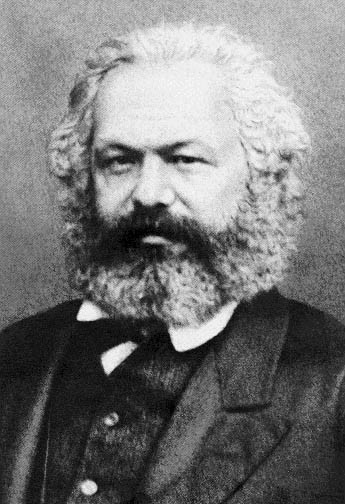
Karl Marx

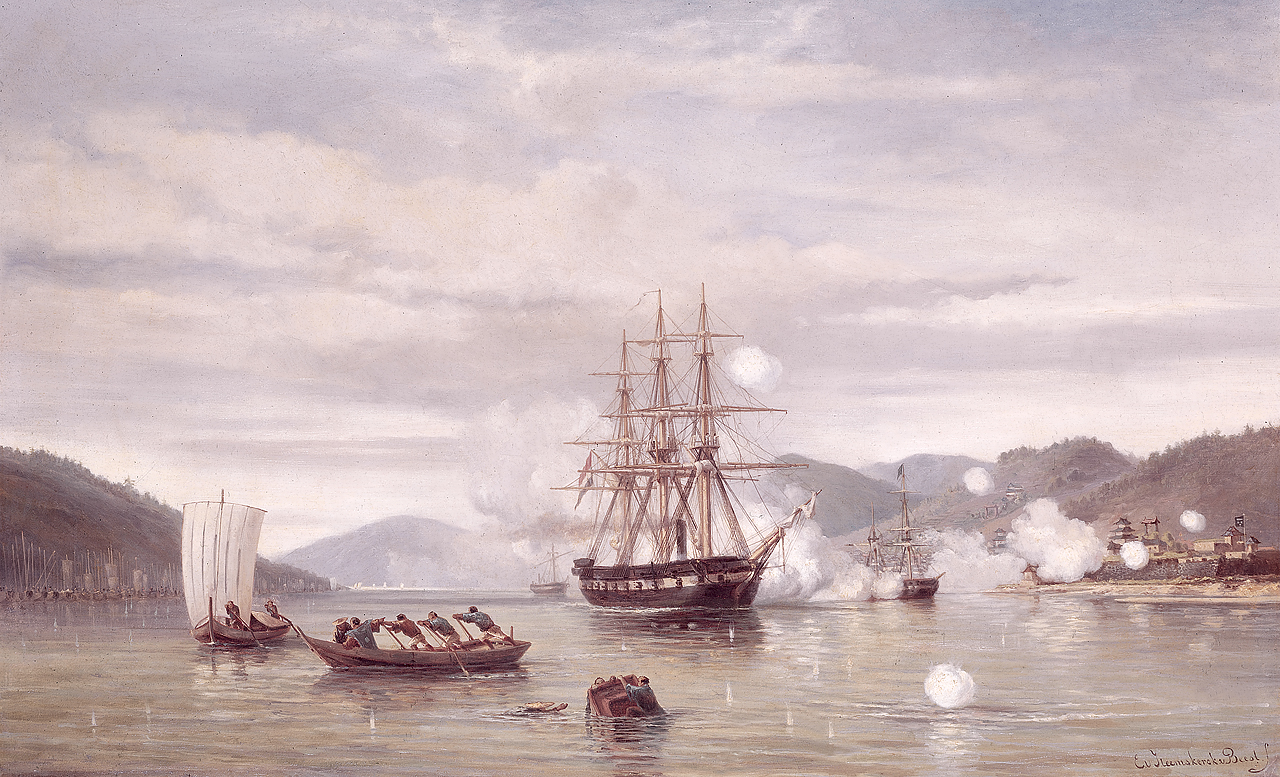
ZM Stoomschip Medusa forceert de doorgang door de Straat van Simonoseki tussen Kioe-Sjioe en Hondo (Japan), september 1864, 1864, Jacob Eduard van Heemskerck van Beest.

Het jaar 1864 is het 64e jaar in de 19e eeuw volgens de christelijke jaartelling.

## Gebeurtenissen
januari
- 1 In Gent wordt de Société Gymnastique la Gantoise opgericht, een vereniging voor het promoten van gymnastiek.
- 11 - De republikein Adolphe Thiers houdt in het Wetgevend Lichaam van Frankrijk zijn toespraak over de noodzakelijke vrijheden en gaat daarbij lijnrecht in tegen het beleid van keizer Napoleon III.

februari
- 16 - Bij een nachtelijke brand in het Rotterdamse Schielandshuis gaat de schilderijencollectie van de verzamelaar Boymans grotendeels verloren.
- 17 - In de Amerikaanse Burgeroorlog brengt de onderzeeër CSS Hunley met een torpedo-aanval de Uss Housatonic tot zinken. Het is voor het eerst dat een schip door een onderzeeboot tot zinken wordt gebracht.
- 20 - De Slag bij Olustee wordt gewonnen door het zuidelijke leger, dat de staat Florida weet te behouden voor de Geconfedereerde Staten.

maart
- 10 - Lodewijk II wordt koning van Beieren.
- 29 - Groot-Brittannië, Griekenland, Frankrijk en Rusland tekenen het Verdrag van Londen waarin de overdracht van de Soevereiniteit over de Ionische Eilanden wordt overgedragen aan Griekenland.

april
- 10 - Maximiliaan van Oostenrijk aanvaardt de troon van Mexico als keizer.

mei
- 21 - De Belgische Pater Damiaan wordt te Honolulu tot priester gewijd.
- 25 tot 27 - In de Slag bij New Hope Church en de Slag bij Pickett's Mill lijdt het noordelijke leger in de Amerikaanse staat Georgia onder generaal William T. Sherman aanzienlijke verliezen.
- 28 - De Ionische Eilanden worden daadwerkelijk overgedragen aan Griekenland.

juni
- 2 - Tsaar Alexander II van Rusland verklaart de Kaukasusoorlog voor geëindigd.
- 6 - De spoorlijn Hattem-Zwolle met daarin station Zwolle en de brug over de IJssel wordt geopend, liggend aan de spoorlijn van de Nederlandsche Centraal Spoorwegmaatschappij (NCS) Utrecht - Zwolle - Kampen.
- 15 - In de Amerikaanse Burgeroorlog begint het Beleg van Petersburg, dat tien maanden zal duren: Ulysses S. Grant sluit het leger van Robert E. Lee in.
- 19 - Het kaperschip CSS Alabama van de zuidelijke Amerikaanse afgescheiden staten wordt voor de Franse kust tot zinken gebracht door de USS Kearsarge.
- 25 - De eerste paardentram van Nederland gaat rijden van de Kneuterdijk in Den Haag naar het Badhuis van Scheveningen.
- 30 - Amerikaans president Abraham Lincoln ondertekent de Yosemite Act, waardoor de Yosemite Valley en de Mariposa Grove in Californië beschermd worden als een soort nationaal park.

augustus
- 14 - Opening van het Oudheidkundig Museum van Antwerpen in Het Steen.
- 16 - Opening van het Paleis voor Volksvlijt in Amsterdam.
- 22 - Oprichting van het internationale Rode Kruis te Genève, om gewonde soldaten te kunnen helpen. Zestien landen ondertekenen de Conventie van Genève over bescherming van burgerslachtoffers, gewonde soldaten en medische eenheden.
- koninkrijk Pruisen en keizerrijk Oostenrijk rukken op in Denemarken. Sleeswijk-Holstein wordt bezet.
- Verschijning van het Nieuw Woordenboek der Nederlandsche Taal, samengesteld door de broers Kalisch. Dit is de voorloper van de Van Dalewoordenboeken.

september
- 3 - Bij een zware explosie in het bedrijfslaboratorium van Immanuel Nobel in Heleneborg aan het Mälarmeer bij Stockholm komen zijn zoon Emil en andere werknemers om het leven.
- 26 - De Franse ballonvaarder Felix Nadar stijgt op uit de Kruidtuin van Brussel onder het toekijken van koning Leopold I.
- 28 - In Londen wordt de Internationale Arbeiders Associatie opgericht. Karl Marx schrijft het program van de Internationale.

oktober
- 12 - Brazilië valt het buurland Uruguay binnen om er de bevriende Coloradopartij weer aan de macht te brengen.
- 14 - De Belgische regering bekrachtigt de oprichting van het Belgische Rode Kruis, dat  werd opgericht op 4 februari 1864 kort na de Internationale Conferenties van Genève

november
- 20 - In Rome wordt de Nederlandse theoloog Petrus Canisius zalig verklaard.

december
- 1 - Henrick S. van Lennep en Christiaan Pieter van Eeghen richten Bouwmaatschappij Concordia NV op, waarin ze hun grond en vastgoed in de Amsterdamse volkswijk De Jordaan onderbrengen.
- 8 - In de encycliek Quanta Cura veroordeelt paus Pius IX het liberalisme.
- 17 - De wereldpremière van de opera La belle Hélène van Jacques Offenbach vindt plaats in het Théâtre des Variétés te Parijs.
- 22 De Amerikaanse generaal William Sherman trekt Savannah (Georgia) binnen.

zonder datum
- Een vloot onder de Britse admiraal Augustus Leopold Kuper waaraan ook Nederlandse, Amerikaanse en Franse schepen deelnemen dwingen Japan de Straat van Shimonoseki open te stellen.
- In Haarlem wordt de eerste hbs opgericht.

## Muziek
- Jacques Offenbach schrijft de operettes L'amour chanteur en Jeanne qui pleure et Jean qui rit.
- 17 mei: Ja, vi elsker dette landet, het Noorse volkslied is voor het eerst te horen op muziek van Rikard Nordraak

## Beeldende kunst

Stilleven met karper Édouard Manet
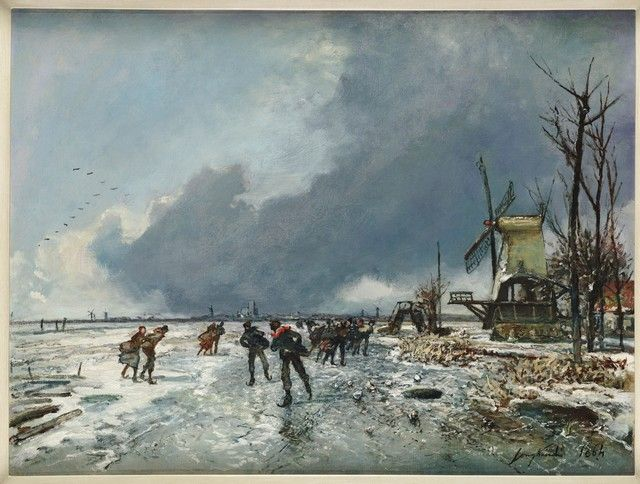
Wintergezicht met schaatsers Johan Barthold Jongkind
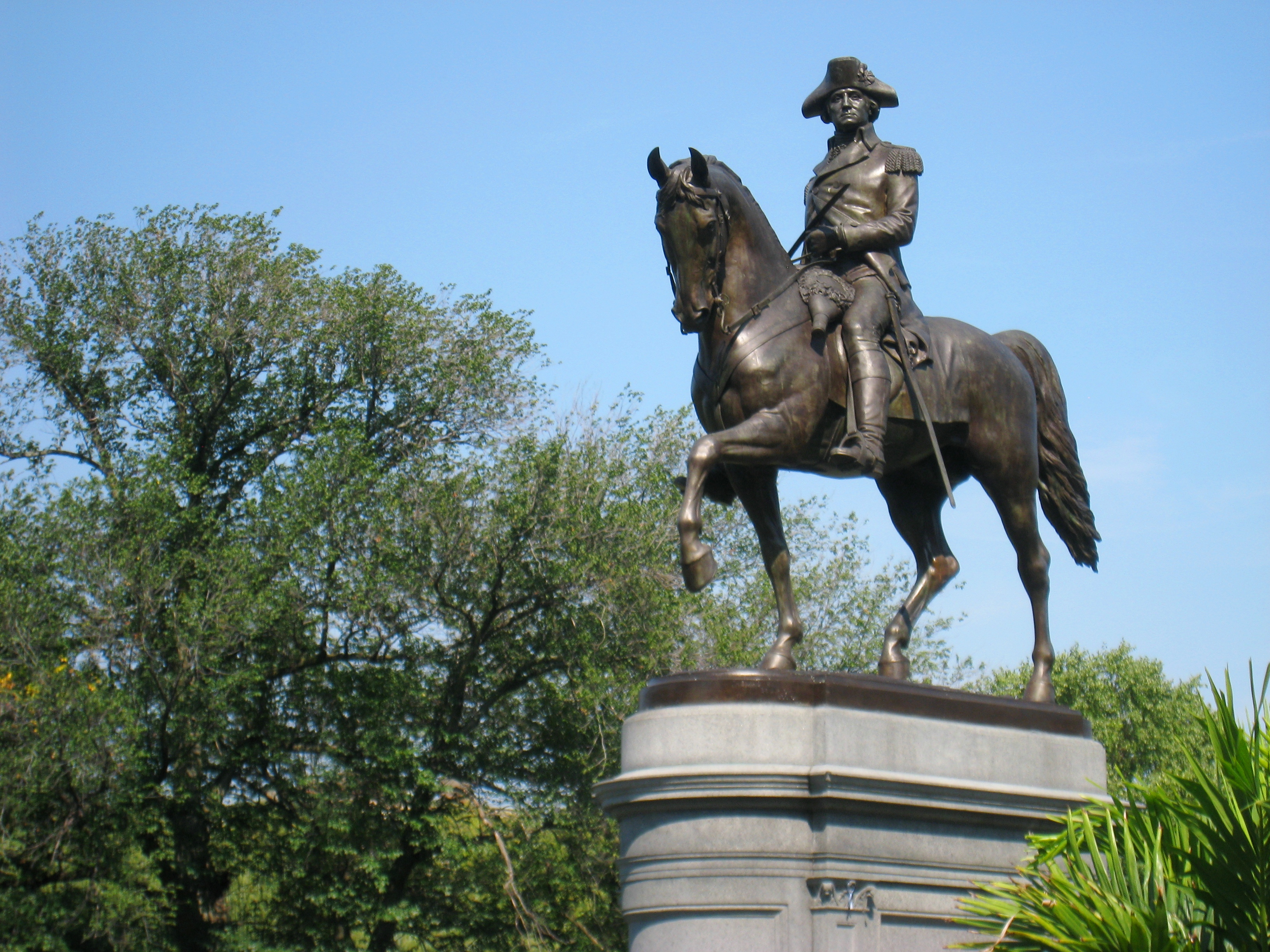
George Washington (1864) Thomas Ball, Boston

## Bouwkunst

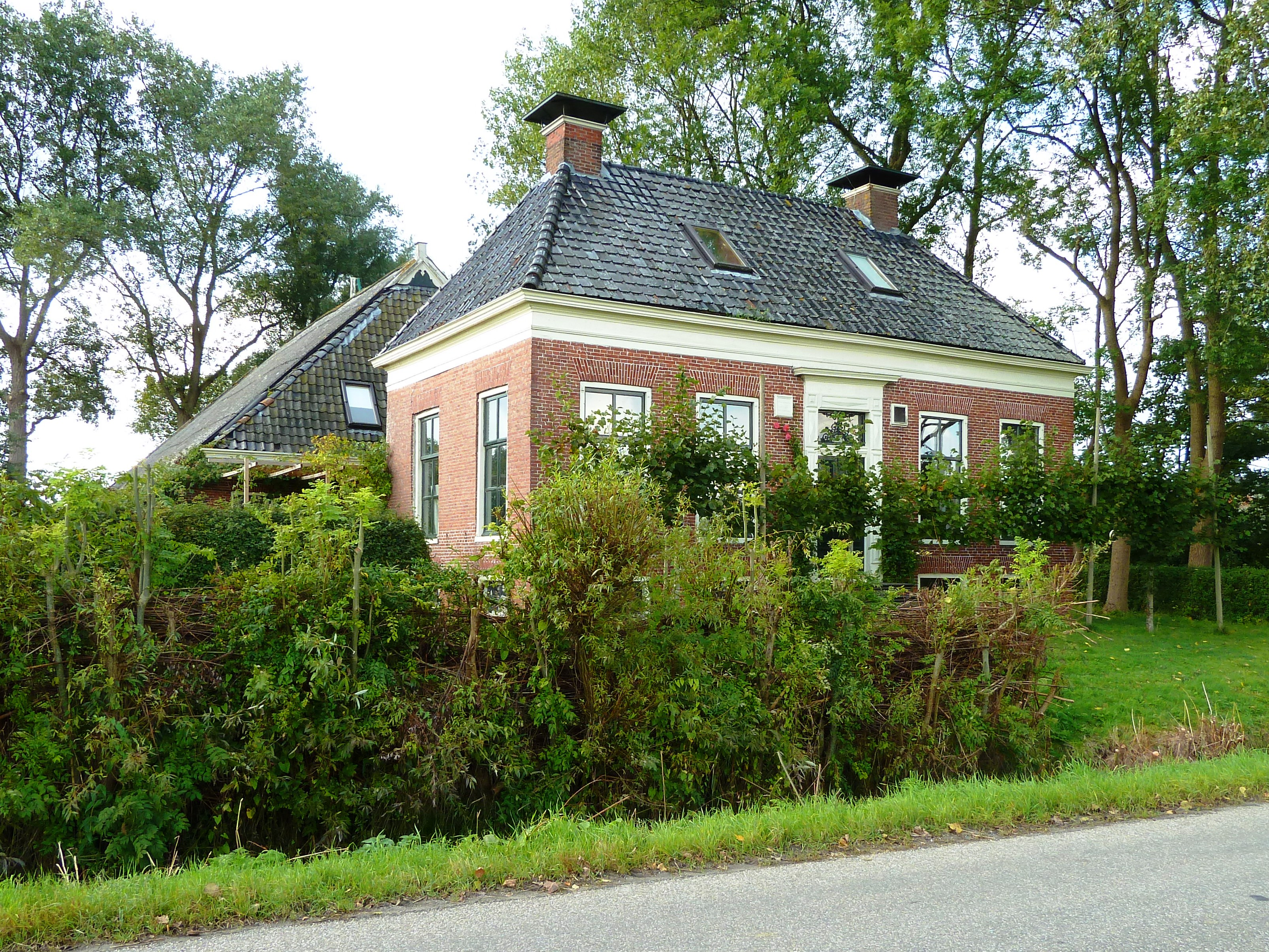
Woonhuis, Warfhuizen (1864)

## Geboren

### januari
- 1 - Alfred Stieglitz, Amerikaans fotograaf (overleden 1946)
- 12 - Benjamin Lamme, Amerikaans elektrotechnicus (overleden 1924)
- 28 - Anna Goloebkina, Russisch beeldhouwster (overleden 1927)

### februari
- 12 - Johannes Hendrik Carpentier Alting, Nederlands hoogleraar (overleden 1929)
- 17 - Banjo Paterson, Australisch dichter (overleden 1941)
- 17 - Syb Talma, Nederlands dominee en politicus (overleden 1916)

### maart
- 4 - Johanna Ey, Duits kunsthandelaar en mecenas (overleden 1947)
- 12 - Alice Tegnér, Zweeds dichteres en componiste (overleden 1943)
- 15 - Johan Halvorsen, Noors componist (overleden 1935)
- 23 - Hjalmar Borgstrøm, Noors componist (overleden 1925)
- 24 - Karel Frederik Wenckebach, Nederlands hoogleraar geneeskunde (overleden 1940)

### april
- 6 - Samuel van den Bergh, Nederlands ondernemer (overleden 1941)
- 9 - Sebastian Ziani de Ferranti, Brits elektrotechnicus en uitvinder (overleden 1930)
- 10 - Eugen d'Albert, Duits componist (overleden 1932)
- 21 - Max Weber, Duits econoom, geschiedkundige, rechtsgeleerde en socioloog (overleden 1920)

### mei
- 18 - Jan Veth, Nederlands schilder en kunsthistoricus (overleden 1925)
- 24 - Louis Cohen, Nederlands socialist (overleden 1933)
- 26 - Johannes Dirk Bloemen, Nederlands zwemmer (overleden 1939)

### juni
- 11 - Richard Strauss, Duits componist en dirigent (overleden 1949)
- 14 - Alois Alzheimer, Duits neuropatholoog en psychiater (overleden 1915)
- 18 - Agnes Goodsir, Australisch kunstschilder (overleden 1939)
- 25 - Walther Nernst, Duitse natuur- en scheikundige (overleden 1941)

### juli
- 18 - John Jacob Astor IV, Amerikaans zakenman, uitvinder en schrijver (overleden in 1912)
- 18 - Steven Jan Matthijs van Geuns, Nederlands jurist (overleden 1939)
- 20 - Ruggero Oddi, Italiaans fysioloog en anatoom (overleden 1913)
- 22 - José María Rubio y Peralta, Spaans pater jezuïet en heilige (overleden 1929)

### augustus
- 14 - John Galsworthy, Brits schrijver van The Forsyte Saga (overleden 1933)
- 23 - Eleftherios Venizelos, Grieks staatsman (overleden 1936)
- 25 - Mathieu Lauweriks, Nederlands architect (overleden 1932)
- 29 - Louis Hayet, Frans kunstschilder (overleden 1940)

### september
- 7 - Charles Cooley, Amerikaans socioloog (overleden 1929)
- 10 - Cornelis Easton, Nederlands journalist en populair-wetenschappelijk schrijver (overleden 1929)
- 19 - Ragna Wettergreen, Noors actrice en zangeres (overleden 1958)
- 22 - Lodewijk van Deyssel, Nederlands schrijver (overleden 1952)
- 27 - Andrej Hlinka, Slowaaks politicus (overleden 1938)

### oktober
- 5 oktober - Louis Jean Lumière, Frans fotografiepionier (overleden 1948)
- 21 - Christabel Cockerell, Brits kunstschilder (overleden 1951)
- 25 - Aleksandr Gretsjaninov, Russisch componist (overleden 1956)

### november
- 24 - Henri de Toulouse-Lautrec, Frans schilder en graficus (overleden 1901)
- 25 - Augusta de Wit, Nederlands schrijfster (overleden 1939)
- 26 - Herman Gorter, Nederlands dichter (overleden 1927)
- 30 - Andrew Gibb Maitland, Brits-Australisch geoloog (overleden 1951)

### december
- 3 - Herman Heijermans, Nederlands (toneel)schrijver (overleden 1924)

## Overleden
januari
- 6 - John Clements Wickham (65), Schots ontdekkingsreiziger, marine-officier en magistraat
- 10 - Nicholas Callan (64), Iers priester, wetenschapper en uitvinder

februari
- 10 - William Henry Hunt (73), Engels kunstschilder
- 25 - Anna Harrison (88), first lady (echtgenote van Amerikaans president William Henry Harrison)

maart
- 27 - Jean-Jacques Ampère (63), Frans historicus, filoloog en auteur

mei
- 2 - Giacomo Meyerbeer (72), Joods-Duits componist en dirigent
- 18 - Nathaniel Hawthorne (59), Amerikaans schrijver en diplomaat

juni
- 1 - Hong Xiuquan (50), Chinees revolutionair
- 25 - Willem I van Württemberg (82), Duits vorst

september
- 15 - John Hanning Speke (37), Brits ontdekkingsreiziger en officier

november
- 25 - David Roberts (schilder) (68), Schots schilder

december
- 8 - George Boole (49), Iers wiskundige
- 15 - Eugène de Pruyssenaere (38), Vlaams ontdekkingsreiziger
- 20 - Schelto van Heemstra (57), Nederlands politicus

## Weerextremen in België
- 8 april: laagste minimumtemperatuur ooit op deze dag: −2,3 °C.
- 25 augustus: laagste etmaalgemiddelde temperatuur ooit op deze dag: 11,6 °C.
- 26 augustus: laagste etmaalgemiddelde temperatuur ooit op deze dag: 11 °C.
- 27 augustus: laagste etmaalgemiddelde temperatuur ooit op deze dag: 11,8 °C.
- 3 oktober: laagste minimumtemperatuur ooit op deze dag: 0,8 °C.
- 3 november: laagste minimumtemperatuur ooit op deze dag: −4 °C.
- 8 november: laagste etmaalgemiddelde temperatuur ooit op deze dag: −1,2 °C en laagste minimumtemperatuur: −5,4 °C.
- 10 november: laagste etmaalgemiddelde temperatuur ooit op deze dag: −1,6 °C en laagste minimumtemperatuur: −5,3 °C.
- 11 november: laagste etmaalgemiddelde temperatuur ooit op deze dag: −2,5 °C en laagste minimumtemperatuur: −6,1 °C.
- 12 november: laagste minimumtemperatuur ooit op deze dag: −3,8 °C.
- 24 december: laagste minimumtemperatuur ooit op deze dag: −11,6 °C.